# Song Ligang
Dans ce nom, le nom de famille, Song, précède le nom personnel.
Song Ligang, (en chinois : 宋力刚), né le 8 juin 1967 au Shanxi en Chine, est un ancien joueur chinois de basket-ball.